# Sprengelpumpe
Die Sprengelpumpe ist eine Vakuumpumpe, bei der die Luft durch Quecksilbertropfen, die durch eine Kapillare fallen und dabei Luft einschließen, aus dem Vakuumgefäß entfernt wird. Die Sprengelpumpe wurde vom deutschen Physiker und Chemiker Hermann Sprengel 1865 während seiner Arbeit in London erfunden. Die Pumpe vermochte das beste damals zur Verfügung stehende Vakuum zu erzeugen. 

## Funktionsweise
Herunterfallende Tropfen schließen Luftblasen ein und komprimieren diese auf Atmosphärendruck, während sie in der Kapillare nach unten wandern. Am Ende der Kapillare wird die Luft in die Atmosphäre entlassen und die Quecksilbertropfen fallen in einen Auffangbehälter. Mit besser werdendem Vakuum werden die Luftbläschen zwischen den Quecksilbertropfen zunehmend kleiner. Die fehlende Polsterung kann dann im Betrieb für ein klopfendes Geräusch sorgen. 

## Anwendung
Die Einfachheit und Effizienz der Sprengelpumpe sorgte rasch für Popularität bei Experimentatoren. Mit Sprengels erstem Modell konnte ein 500 ml großes Gefäß in etwa 20 Minuten evakuiert werden.
William Crookes nutzte die Pumpe bei seinen Arbeiten zu elektrischen Gasentladungen, während Joseph Swan und Thomas Edison die Pumpe für das Evakuieren von Kohlefadenlampen. Wilhelm Conrad Röntgen verwendete sie um seine Kathodenstrahlröhre zu evakuieren. Erst die Sprengelpumpe ermöglichte es, Glühlampen durch das Entfernen der Atmosphäre für einen kommerziellen Einsatz langlebig genug zu machen.